# アンデス横断鉄道E-200形電気機関車
アンデス横断鉄道E-200形電気機関車（アンデスおうだんてつどうE-200がたでんきかんしゃ）は、アンデス山脈を横断してチリとアルゼンチンを結んでいたアンデス横断鉄道（es:Ferrocarril Trasandino Los Andes-Mendoza）で使用されていた山岳鉄道用ラック式電気機関車である。

## 概要
南アメリカ大陸アンデス山脈をウスパジャタ峠（別名クンブレ峠、ウスパヤータ峠、クリストレデントール峠）で越えて横断してチリのロスアンデスとアルゼンチンのメンドーサを結ぶアンデス横断鉄道は全長248 km、標高差約2450 m、1000 mm軌間の山岳鉄道で、その前後の区間を1676 mm軌間のチリ国鉄およびアルゼンチン・大西部鉄道とブエノスアイレス・太平洋鉄道で連絡して太平洋岸のバルパライソと大西洋岸ブエノスアイレス間の1409 kmを接続していた。このアンデス横断鉄道は1891年 - 1910年の開業時には蒸気機関車が牽引する列車で運行されており、チリ側のチリ・アンデス横断鉄道ではボルジッヒ製やキットソン製のラック式蒸気機関車が使用されていた。その後、国境を越えるクンブレトンネルが存在するリオビアンコ - アルゼンチン側最初の駅であるラスクエバスのラック区間を含む区間が1927年に、1956年にチリ側起点のロスアンデスとリオビアンコ間が直流3000 Vで電化され、1925年3月にSLMとBBCに発注されたE-100形ラック式電気機関車のE-101 - 103号機が1927年から使用されていた。本形式は、1956年の電化区間の延伸に対応するため、E-100形の増備として同じくBBCとSLMに2機が発注され、1961年より運行を開始した山岳鉄道用の機体であり、車軸配置1'Cz+Cz1'の2両固定編成の各車体に主電動機3基ずつを装備していたE-100形から構造が大幅に近代化されて、2軸ボギー台車に粘着動輪とラック用ピニオンと2基の主電動機を組み込んだ車軸配置Bozz'Bozz'、自重約60 tの機体にまとめられている。また、牽引力はE-100形と同じく80パーミルのラック区間で150 tの列車を牽引できるものとなっており、新設計の駆動装置によって最高速度が粘着区間で60 km/h、ラック区間で30 km/hにそれぞれ引き上げられているほか、標高3000 m以上、冬季の積雪が5 mを超える無人の山岳地帯での運用を考慮した設計となっている。

## 仕様

### 車体
- 車体は、同時期に同じSLMで製造されたスイスのベルンレッチュベルクシンプロン鉄道[10]のAe4/4形やRe4/4形（現Re425形）と類似のデザインで、車体前後端部に台枠を延長した小型のデッキを設置し、側面の運転室部分を内側に絞り込み、車体角部や台枠裾部が丸みを帯びた形状の軽量車体である。
- 正面は3面折妻で左側に正面乗務員室扉、中央と右側に縦長の正面窓が設置され、屋根上中央部に極めて大型の丸型前照灯が1灯、正面下部左右に小型の丸型標識灯2灯が装備されている。側面も当時のスイス製機関車と同じスタイルの一部のみ型帯が入る平滑なもので、機器室部に内開式の明取り窓を片側3箇所と、主電動機、主抵抗器冷却気導入用のルーバーを片側2箇所、下落し式の運転室窓、車体裾部に砂箱蓋を片側4箇所設置しているが、側面に乗務員室扉は設置されず、正面のデッキと乗務員室扉から出入りを行う。また、屋根両端には菱型のパンタグラフが設置され、前後のパンタグラフ部分・中央の主抵抗器カバー部分の3分割で取外しが可能な構造となっている。
- 台枠はプレス鋼材を多用し、箱状構造の梁を組合わせた構造で、台枠厚が約400 mmと厚く、台車はその中にはまり込む形で装備されている。連結器は台枠端梁に自動連結器が設置されるほか、その左右に空気連結ホース、車体正面下部に電気連結器、台車前部に大型のスノープラウが装備されている。
- 運転室は右側運転台で、その中央部にスイスやドイツで一般的な円形のハンドル式のマスターコントローラー、右側に自動ブレーキ弁と直通ブレーキ弁もしくは入換ブレーキ弁の配置となっている。機器室は左右両側に通路が配置され、中央が機器室となっており、機器室内には中央に各台車毎2群に分かれた主抵抗器と主制御器が、各台車上に主電動機および主抵抗器冷却用送風機と電動空気圧縮機を1基ずつと逆転器や補機類を配置し、運転室背面部にスイッチおよびリレー盤、空気ブレーキ関連機器盤が設置されている。
- 車体塗装は車体台枠部と上半部が白、車体下半分と屋根およびパンタグラフを除く屋根上機器が濃赤色の塗り分けで、その境界部に赤茶色と黄色の細帯を入るものであり、車体側面の運転室窓下部に機番の切抜文字が設置され、中央下部に”FERROCARRILES DEL ESTADO DE CHILE TRANSANDINO POR JUNCAL"のレタリングが入っていた。なお、その後濃赤色と白色の境界部の細帯が黄色一色となり、側面下部中央のレタリングが新しいロゴに変更されている。

### 走行機器
- 制御方式は抵抗制御で、2台並列を2群並列に接続した4台の直流直巻整流子電動機主電動機を制御するもので、粘着区間では粘着動輪のみで走行してラックレール区間での駆動用ピニオンは空転しており、ラック区間では粘着動輪への駆動力を空気式のクラッチで開放してピニオンのみを駆動して走行する方式となっている。このほか、主電動機と力行、ブレーキ用主抵抗器の冷却は送風機による強制通風式で、各台車毎2台の主電動機と対応する主抵抗器1群を1台の送風機で冷却しており、冷却気は車体側面のルーバーから採入れられる。
- 車軸配置はBozz'Bozz'で軸距3200 mmの動軸2軸の間にピニオン軸が配置される構成で、動輪の摩耗に合わせてピニオン軸受の位置を調整してピニオンとラックの噛合せを調整可能な構造となっている。また、台車枠は側梁と中梁、端梁とで構成される日の字型のプレス鋼溶接組立式で、動軸の軸箱支持方式は円筒案内式、枕ばねは重ね板ばね、軸ばねはコイルバネと重ね板ばねの組み合わせ、動輪は直径1000 mmのスポーク式、ピニオンは有効径840 mmのアプト式ラックレール用の22枚歯3組のものとなっている。
- 補機として電動空気圧縮機2台、主電動機および主抵抗器冷却用送風機2台、発電ブレーキ励磁用電動発電機、補助電源用電動発電機、蓄電池などを搭載しており、架線停電時でも勾配を降る運行を継続できるように電動空気圧縮機1台は後位側、発電ブレーキ励磁用電動発電機は前位側台車のそれぞれ中間軸からシャフトを経由して直接駆動される構造となっている。
- 主電動機は台車枠上に約1 m程度の八角形の大形のものが2基搭載されている。駆動力は主電動機端の小歯車から中間歯車1個を経由して駆動力入力用とピニオン用、クラッチ内蔵の粘着動輪用の3個の歯車が設置された中間軸に伝達され、そこから動軸の大歯車とクイル式駆動装置を経由して粘着動輪へ伝達されるとともに、ピニオン併設の大歯車を経由してラック区間用ピニオンへ伝達される。
- ブレーキ装置としては主制御装置による回生ブレーキおよび発電ブレーキと、ウェスティングハウス式の列車用空気ブレーキ、機関車単独の動輪用直通ブレーキおよびピニオン用直通ブレーキ、同じく動輪用とピニオン用2系統の手ブレーキを装備しており、それぞれ粘着動輪の踏面ブレーキと主電動機端に設けられたブレーキドラムに作用する。

## 運行

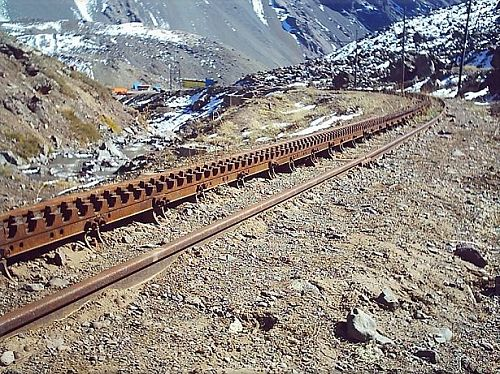
アンデス横断鉄道の沿線風景、ラック方式はラックレール3条のアプト式

ロスアンデスの機関区に留置されているE-202号機、1990年

- アンデス横断鉄道は標高814 mのチリのロスアンデスと標高767 mのアルゼンチンのメンドーサを古い街道に沿い、チリ側では標高1452 mのリオビアンコ、標高3176 mのロスカラコレスを経由し、ウスパジャタ峠およびアルゼンチンとの国境を全長3.2 kmのクンブレトンネルで越え、アルゼンチン側では標高3149 mのラスクエバスを通る、チリ側全長73 km、アルゼンチン側全長159 km、標高差約2450 mの路線である。途中クンブレトンネルの前後がラック区間となっており、チリ側は24 kmの間に最長16 km、平均77 パーミルのラック区間7箇所、アルゼンチン側は40 kmの間に最大59 パーミル、長さ1.2から4.8 kmのラック区間9箇所が設けられている。なお、アンデス横断鉄道と前後の区間を合わせた太平洋岸バルパライソと大西洋岸ブエノスアイレスの1409 kmの旅客列車の所要時間は乗り換え含め約36時間であった。
- チリ側のリオビアンコと国境を越えるクンブレトンネルを越えたアルゼンチン側最初の駅であるラスクエバスの間40 kmが1927年に電化され、1956年には電化区間がチリ側起点のロスアンデスまで34 km延長されてE-100形3機が貨物・旅客列車の牽引に使用されていたが、牽引力が限られている中でなるべく多くの貨物を運搬するため、貨車は重量を抑えた構造となっていた。また、アンデス横断鉄道は建設および維持コストの関係で一般の鉄道よりも運賃が高く、経営的には十分には成功しなかったほか、標高の高い区間は最大積雪5 mに達する豪雪地帯でかつ森林限界を越えていたため雪崩が多発しており、冬季には運休する期間もあった。
- アンデス横断鉄道の非電化区間では引続き蒸気機関車が列車を牽引していたほか、1940年にはスキー客輸送用として1926年イエローコーチ[11]製のレールバスであるT-1024号車が導入されて運行され、1955年にスイスのSWS[12]が製造したADI-1014形気動車3両が導入されて旅客列車として運行されるようになり、1960年代に電気機関車は定期旅客列車の牽引には使用されなくなっている。なお、気動車による国際旅客列車も1979年9月21日に運行を休止しており、職員輸送用として残されていたADI-1015号機が現在でもロスアンデスで動態保存されているほか、アルゼンチン側も1960年代にハンガリーのガンツ-マーバグ[13]製の気動車"Ganz-Mavag Alta Montana"を導入したが、旅客列車の運行休止に伴い1980年代末ごろを最後に山脈の列車が有名なベルグラーノ将軍鉄道A1支線（コルドバ - クルス・デル・エヘ）などの他線区に転出した。
- 本形式は1961年からロスアンデスとラスクエバスの間で主に貨物列車を牽引していたが、1984年6月に発生した大規模な崩壊によりチリ側、アルゼンチン側とも大きく被害を被ってアンデス横断鉄道は運行を休止し、後にアルゼンチン側は復旧されたものの、チリ側はロスアンデス - リオビアンコ間のみの運行となった。この区間用としてE-101号機とともにE-202号機が残されてリオビアンコ付近にある銅鉱山からの鉱石列車牽引用に使用されていたが、この列車も1995年にディーゼル機関車牽引に変更され、予備として残存していたE-202号機も2007年に使用停止となり、現在はロスアンデスの車庫に保存されている。